# David Villa
David Villa Sánchez (Langreo, 3 de dezembro de 1981) é um ex-futebolista espanhol que atuava como atacante.
Jogador habilidoso e com faro de gol, é o maior artilheiro da história da Seleção Espanhola, com 59 gols, e o 11ª maior artilheiro da história do Campeonato Espanhol. Apesar de ter sofrido uma séria lesão na infância, David Villa se profissionalizou jogando pelo Sporting Gijón. Se transferiu para o Zaragoza após duas temporadas, clube pelo qual fez a sua estreia no Campeonato Espanhol e conquistou a Copa do Rei e a Supercopa da Espanha. 
Foi contratado pelo Valencia em 2005, onde viveu seu auge, tornou-se ídolo e passou a ser considerado um jogador de nível mundial. Em 2010 foi para o Barcelona por 40 milhões de euros, onde venceu seus primeiros títulos do Campeonato Espanhol e da Liga dos Campeões da UEFA. Após sofrer uma fratura na tíbia em 2011, perdeu espaço no clube catalão e foi contratado pelo Atlético de Madrid em 2013, por 5 milhões de euros, conquistando a La Liga daquela temporada. Após o título, foi para o New York City, dos Estados Unidos, em 2014.
Pela Seleção Espanhola, Villa estreou em 2005, e após marcar três gols na Copa do Mundo FIFA de 2006, foi peça importante dos times campeões da Eurocopa de 2008 e da Copa do Mundo FIFA de 2010. O atacante, inclusive, foi o artilheiro da Euro 2008 e ganhou a Chuteira de Prata e a Bola de Bronze da Copa do Mundo de 2010. Atualmente é o maior artilheiro espanhol em Copas do Mundo.

## Biografia
Villa nasceu em Tuilla, um pequeno povoado em Langreo, Astúrias, filho do minerador José Manuel Villa. Aos quatro anos de idade, já com o desejo de se tornar futebolista, uma fratura no fêmur de sua perna direta o obrigou a passar seis meses engessado. Após sua recuperação, seu pai o ajudou a adquirir força na perna esquerda, tornando-o ambidestro.
Posteriormente, aos nove anos de idade, realizou testes para entrar nas categorias de base do Real Oviedo, mas, depois de ser rejeitado pelos técnicos do clube, começou a jogar no UP Langreo, onde continuou sua formação como futebolista até aos 17 anos.
O jogador, originário das Astúrias, tem ramos familiares espalhados por todo o mundo, até mesmo em Portugal.[carece de fontes?]

## Carreira

### Sporting de Gijón
Com o Sporting de Gijón jogou duas temporadas completas na segunda divisão. Na primeira temporada, a de 2001–02, marcou 18 gols em 40 jogos disputados. A equipe terminou em quinto lugar na classificação, cinco pontos a menos do acesso a La Liga; na segunda temporada, a de 2002–03, melhorou suas estatísticas chegando a marcar 20 gols em 39 jogos. No final da temporada, com o Sporting estando em uma grave crise econômica, Villa acabou sendo vendido ao recém-promovido Zaragoza por 2,7 milhões de euros.

### Zaragoza
Villa chegou ao clube de Zaragoza por aproximadamente três milhões de euros, devido à crise vivida pelo Gijón e pela chegada do croata Mate Bilić para seu lugar. Permaneceu por duas temporadas no clube, onde conquistou seus primeiros títulos (uma Copa e uma Supercopa da Espanha), até se transferir para o Valencia, por doze milhões de euros.

### Valencia

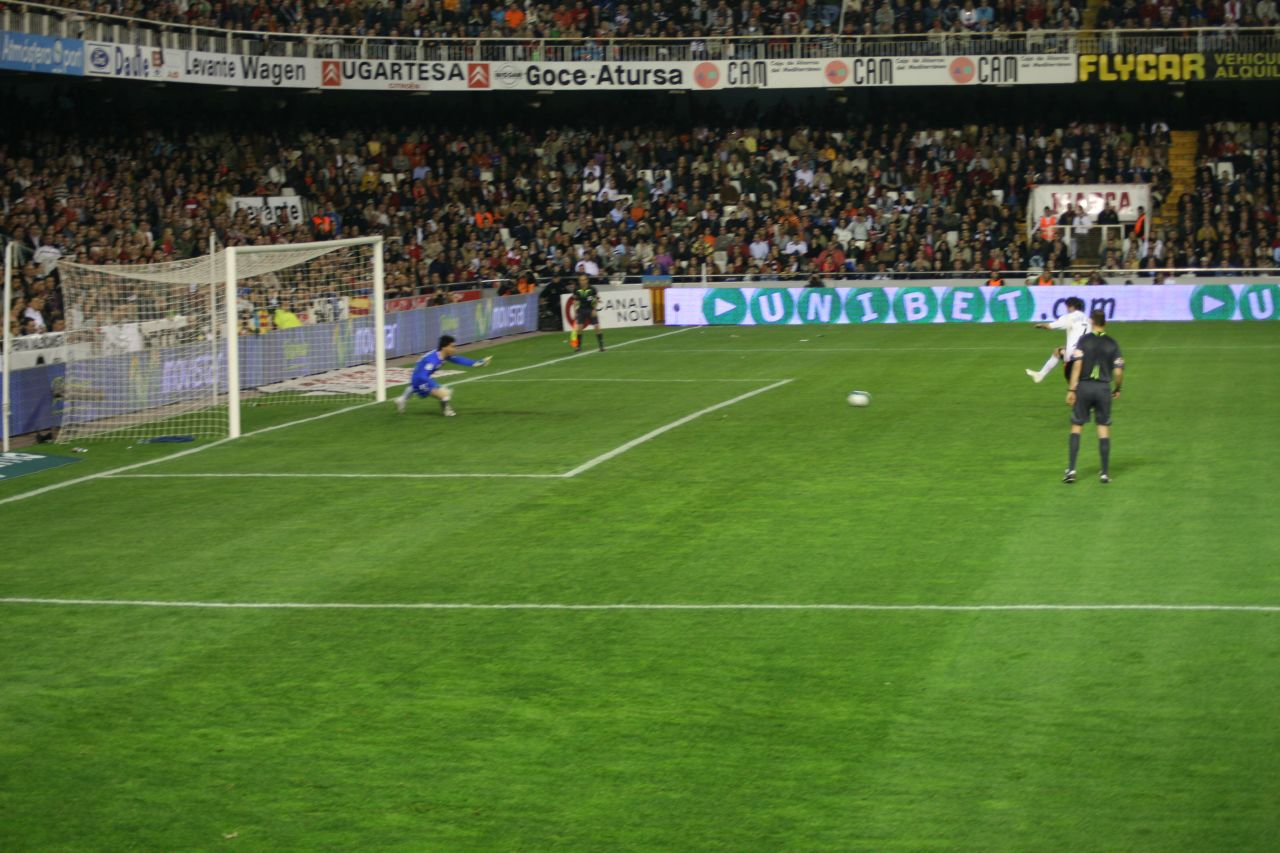
Villa convertendo um pênalti contra o Sevilla em abril de 2007

Em sua primeira temporada pelo Valencia, Villa sagrou-se vice-artilheiro da La Liga com 25 gols, ficando atrás de Samuel Eto'o. Nas duas temporadas seguintes, Villa não teve o mesmo desempenho no campeonato que sua primeira, mas mesmo assim, terminando como artilheiro do clube.
Na temporada 2008–09, Villa voltou a brigar pela artilharia do espanhol, mas nas rodadas finais acabou perdendo o rendimento e terminou em terceiro, com vinte e oito gols, sendo que, o vigésimo sexto (que aconteceu contra o Athletic Bilbao), foi o seu centésimo pelo Valencia.
No dia 2 de dezembro de 2008, após ser um dos responsáveis pela conquista da Eurocopa pela Espanha, Villa ficou em sétimo na disputa pelo prêmio da Bola de Ouro, da revista francesa France Football. Posteriormente, no dia 12 de janeiro de 2009, foi anunciado como o nono melhor jogador do ano de 2008 pela FIFA.

### Barcelona
Após mais uma boa temporada defendendo o Valencia, tendo terminado o campeonato com 21 gols, acabou acertando sua transferência em 18 de maio de 2010 para o Barcelona, que pagou 40 milhões de euros pelo jogador. O contrato teve a duração de quatro temporadas, e Villa recebeu cerca de três milhões de euros por temporada. Recebeu a camisa 7, que estava sem dono desde a saída de Eiður Guðjohnsen, em 2009.

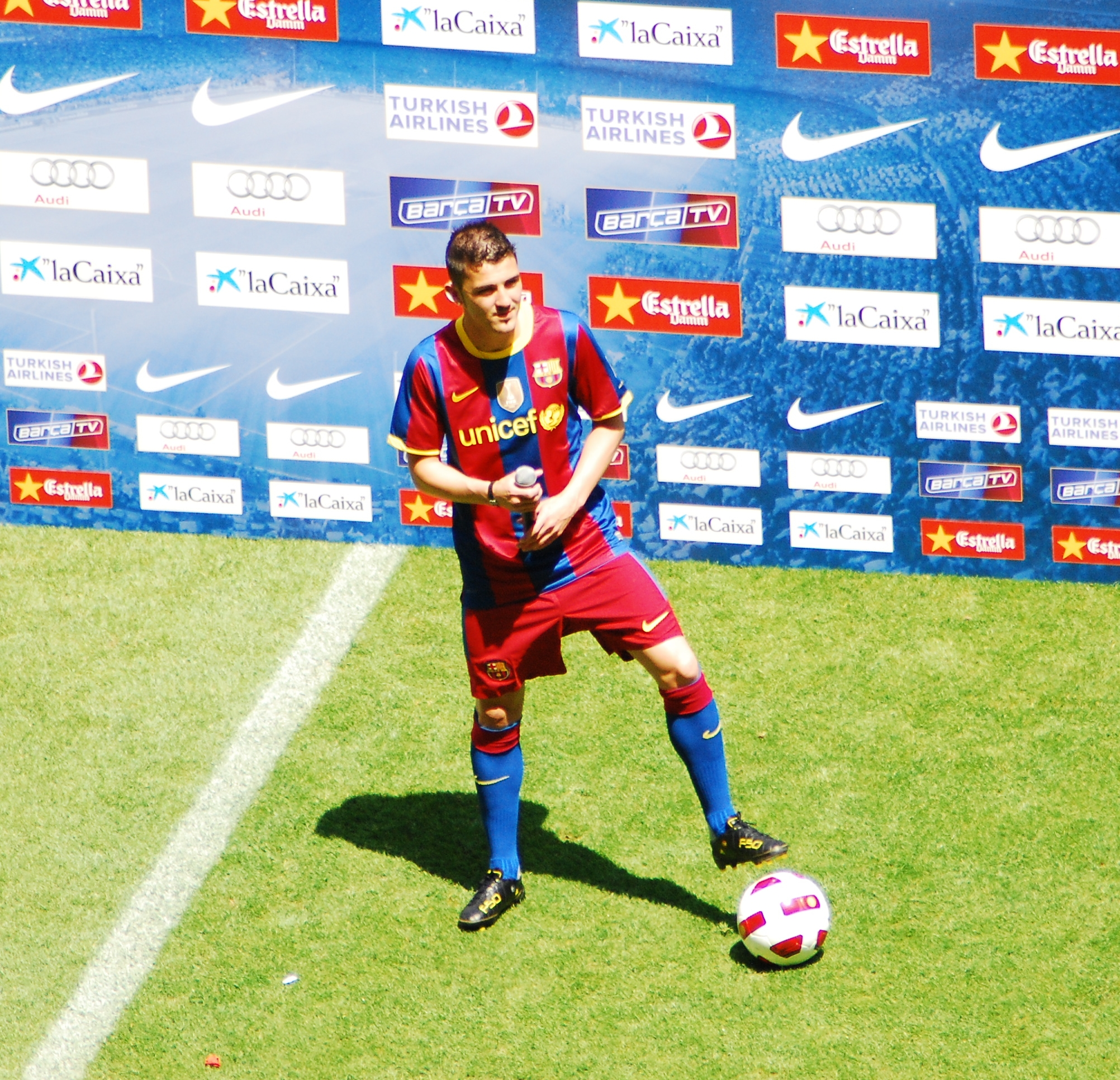
David Villa durante sua apresentação no Camp Nou em maio de 2010

Sua estreia aconteceu na segunda partida da decisão da Supercopa da Espanha, quando entrou aos 56 minutos. O jogo, disputado contra o Sevilla no Camp Nou, terminou com goleada por 4–0 e, Villa conquistou seu primeiro título com o Barcelona. Já seu primeiro gol aconteceu na estreia da La Liga de 2010–11, marcando o terceiro na vitória sobre o Racing Santander por 3–0.
No dia 14 de setembro também marcou na estreia do Barcelona na Liga dos Campeões, em uma goleada por 5–1 sobre o Panathinaikos. Já no dia 29 de novembro, participou pela primeira vez do El Clásico contra o Real Madrid, numa vitória histórica do Barça por 5–0. Villa teve grande atuação na partida, marcando dois gols e saindo do Camp Nou ovacionado pela torcida catalã. Conseguiu seu primeiro título da La Liga depois de um empate diante do Levante na trigésima-sexta rodada do campeonato. Posteriormente, no dia 28 de maio de 2011, também conseguiu sua primeira Liga dos Campeões, depois de vencer o Manchester United na final da competição, quando marcou o terceiro gol do Barça e confirmou a vitória definitiva por 3–1 para a equipe espanhola.
No dia 14 de agosto de 2011, participou do jogo de ida da Supercopa da Espanha de 2011, disputado no Estádio Santiago Bernabéu contra o Real Madrid, que terminou empatado em 2–2. Na ocasião, Villa fez o primeiro gol do Barcelona. No jogo de volta a equipe azul-grená venceu 3–2 no Camp Nou, e o jogador se proclamou campeão do competição pela terceira vez. No dia 26 de agosto conseguiu sua primeira Supercopa da Europa depois da vitória de 2–0 do Barcelona contra o Porto. Em sua estreia no Mundial de Clubes da FIFA contra o Al-Sadd, no dia 15 de dezembro de 2011, fraturou a tíbia da perna esquerda. Quatro dias depois foi operado, e os médicos estimaram um período de recuperação entre quatro e cinco meses. Na final, disputada no dia 18 de dezembro em Yokohama, o Barcelona goleou o Santos por 4–0, e Villa somou seu quinto título no ano de 2011. Finalmente, embora a lesão o tenha impedido de jogar mais jogos com esta temporada, conseguiu sua terceira Copa do Rei da carreira depois da vitória culé por 3–0 diante do Athletic Bilbao na final da competição.
Reapareceu em um jogo oficial na primeira rodada da La Liga de 2012–13, disputada em 19 de agosto de 2012, e conseguiu marcar o quinto gol do Barcelona na goleada por 5–1 contra a Real Sociedad. Durante sua última temporada no Barcelona, marcou um total de 21 gols, sendo 10 no Campeonato Espanhol. Seu último gol com a camisa do azul-grená foi marcado contra o Málaga, na última rodada, em partida disputada no Camp Nou.

### Atlético de Madrid

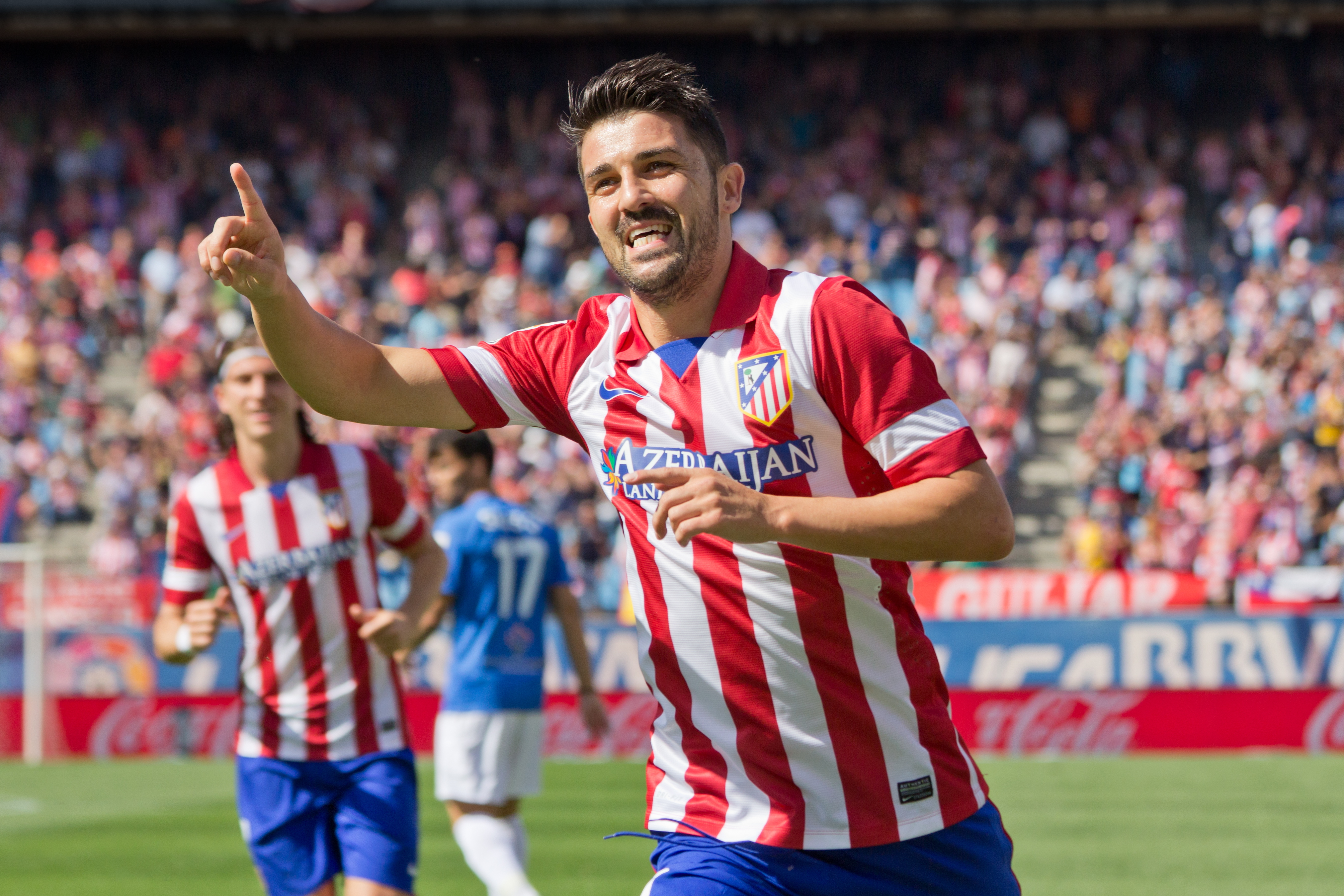
Villa em setembro de 2013, comemorando um gol contra o Almería

No dia 8 de julho de 2013, foi anunciada a transferência de David Villa por 5,1 milhões de euros para o Atlético de Madrid, a princípio por duas temporadas.
O atacante foi apresentado no dia 15 de julho, no Estádio Vicente Calderón, para 20 mil torcedores, superando até a apresentação do colombiano Radamel Falcao em 2009. Marcou seu primeiro gol pelo clube espanhol logo em sua estreia, no dia 10 de agosto, numa vitória por 2–0 contra o Las Palmas.
Villa encerrou a temporada com 15 gols em 47 jogos, ajudando o Atlético a alcançar o vice-campeonato europeu e a conquistar o título espanhol, o primeiro do clube desde 1996.

### New York City
No dia 1 de junho de 2014, David Villa anunciou que deixaria o Atlético, citando um "projeto irrecusável" nos Estados Unidos. No dia seguinte o atacante foi anunciado como o primeiro jogador do recém-formado New York City, time que começaria a disputar a MLS em 2015. Na sua apresentação, Villa recebeu a camisa de número 7 e declarou: "Eu quero tentar ajudar a MLS a continuar crescendo ao jogar e trabalhar duro, marcando gols e, ao mesmo tempo, tentar fazer o New York City se tornar o melhor time na liga".

#### Empréstimo ao Melbourne City
Paralelamente à sua contratação pelo New York City, o atacante espanhol foi emprestado ao Melbourne City, após ser firmada a parceria entre o clube australiano e o Manchester City. Villa participou da primeira metade da temporada 2014–15 da A-League, aproveitando-se do calendário da competição para manter o ritmo de jogo, até a estreia do New York City. No dia 5 de junho, o jogador posou com a camisa 9 do clube. Na sua estreia pela nova equipe, foi dele o gol de empate de 1–1 contra o Sydney FC pela A-League. Logo na segunda partida, contra o Jets Newcastle, o atacante espanhol salvou seu time da derrota e balançou as redes aos 42 minutos do segundo tempo, garantindo o empate por 1–1.
Apesar de ter assinado um contrato de 10 partidas, Villa foi reintegrado pelo New York depois de apenas quatro partidas, nenhuma das quais vencidas pelo Melbourne City; a última foi uma derrota em casa por 2–1 para o Adelaide United. No entanto, estima-se que o jogador triplicou a média de público do clube.

#### Retorno ao New York City

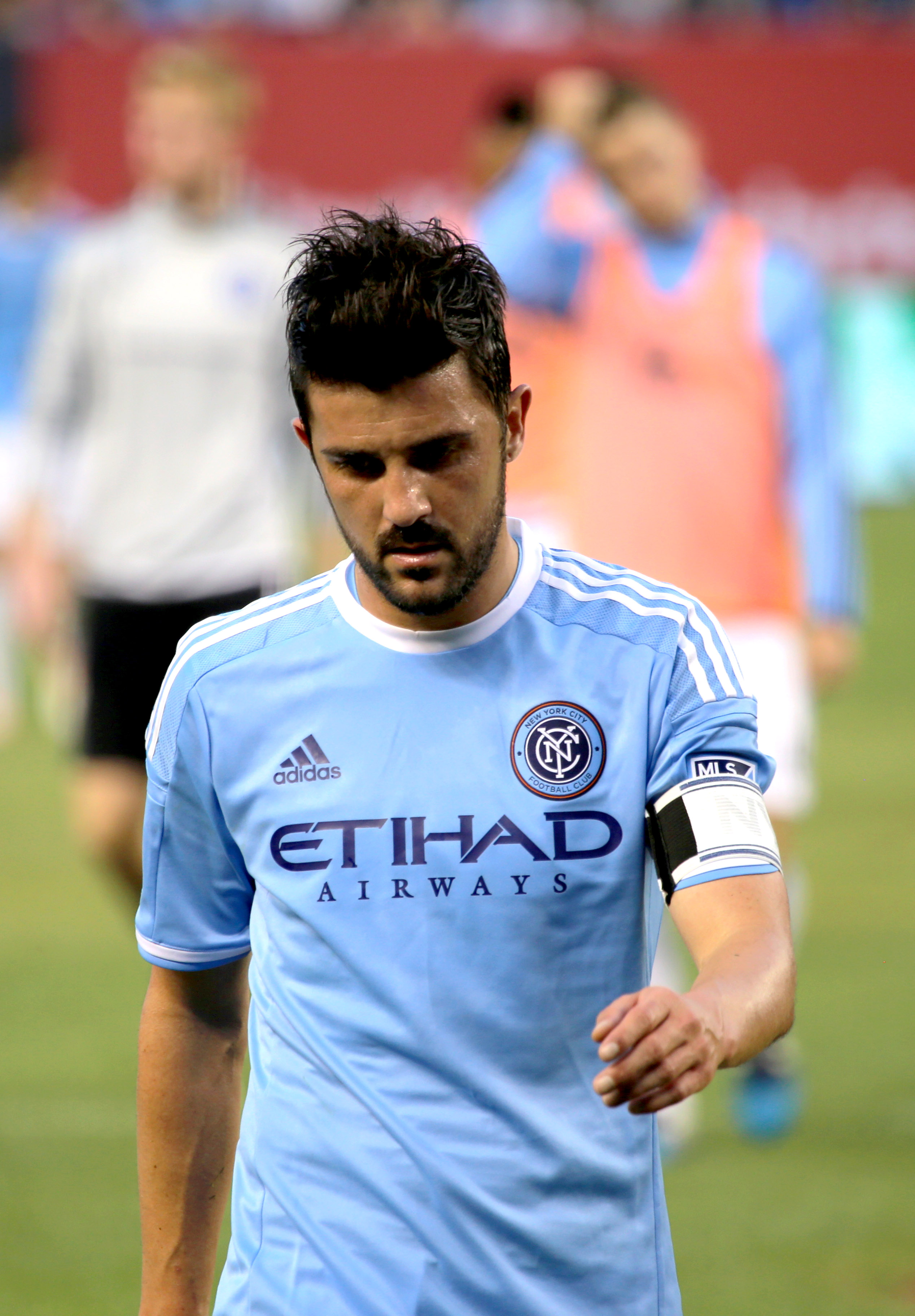
David Villa indo para o vestiário no intervalo de uma partida contra o Houston Dynamo

Logo quando voltou ao clube americano, em 1 de fevereiro de 2015, David Villa foi nomeado primeiro capitão da equipe. Nove dias mais tarde, em um amistoso contra o clube escocês Saint Mirren, marcou primeiro gol da equipe de Nova Iorque. No dia 8 de março, David foi titular no primeiro jogo da equipe na  MLS, contra o também recém-formado Orlando City. A partida terminou com um empate de 1–1, em que Villa deu assistência para Mix Diskerud para o primeiro gol. Uma semana depois, em seu primeiro jogo em casa no, Yankee Stadium, Villa abriu o placar em uma vitória por 2–0 sobre o New England Revolution, sendo essa a primeira vitória oficial da equipe.
No dia 12 de julho, Villa marcou duas vezes em um empate 4–4 em casa contra o Toronto FC, apesar de ter perdido um pênalti no primeiro tempo. No dia 29 de julho, foi selecionado para participar no jogo dos All-Stars da MLS, no Dick's Sporting Goods Park, em Commerce City, Colorado; o atacante marcou o gol da vitória jogo, recebendo uma assistência de Kaká, dando a vitória do All-Stars sobre o Tottenham por 2–1. Apesar dos bons desempenhos de Villa, que marcou 18 gols durante a temporada da MLS 2015, o New York City não se qualificou para os Playoffs da MLS Cup em sua campanha inaugural.

### Vissel Kobe
No dia 1 de dezembro de 2018, assinou um contrato para a temporada de 2019 com o clube da J1 League, Vissel Kobe. Villa se juntou a Andrés Iniesta, seu ex-companheiro de Barcelona e Seleção Espanhola.
Já no dia 13 de novembro de 2019, Villa anunciou que terminaria sua carreira de 19 anos e se aposentaria no final da temporada da J-League de 2019.

## Seleção Nacional

### Copa do Mundo de 2006
Destacando-se pelos seus gols, não demorou muito para receber sua primeira convocação para a Seleção Espanhola. Isso ocorreu no dia 9 de fevereiro de 2005, para a partida contra San Marino.[carece de fontes?] O primeiro gol com a camisa da Fúria saiu no dia 16 de novembro do mesmo ano, na partida contra a Eslováquia. Tanto sua estreia como seu primeiro tento, ocorreram nas Eliminatórias da Copa de 2006.
Por conta de seu brilhante desempenho pela Valencia, na temporada 2005–06, acabou garantindo uma vaga no plantel para a disputa da Copa do Mundo FIFA de 2006. Na primeira partida da Espanha, contra a Ucrânia, Villa foi titular e responsável por dois gols (o primeiro de pênalti) na vitória por 4–0. Voltou a marcar (novamente de pênalti) contra a França, nas oitavas-de-final, mas a Espanha acabou sendo eliminada, após sofrer uma virada de 3–1. Ao fim, junto com Fernando Torres, terminou como artilheiro da Fúria na Copa.

### Euro 2008
Após fazer parte da Eliminatórias para a Eurocopa de 2008, Villa foi nomeado pelo então treinador da Seleção, Luis Aragonés, para o elenco que disputaria a Eurocopa de 2008, herdando ainda a camisa sete, que durante anos pertenceu ao ídolo Raúl, que ficou de fora do torneio. Em sua primeira partida pela Espanha na Eurocopa, marcou três gols frente à Rússia, tornando-se o sétimo jogador a marcar um hat-trick em um jogo de Eurocopa e, o primeiro desde Patrick Kluivert, na Euro 2000. Marcou mais um gol contra a Suécia, aos noventa e dois muitos, na vitória por 2–1. Nas quartas-de-final, a vaga foi decidida na disputa por pênaltis contra a Itália, tendo Villa aberto as cobranças.
Nas semifinais, a Espanha voltou a enfrentar a Rússia, mas nessa partida Villa acabou sofrendo uma lesão na coxa e ficou de fora da final contra a Alemanha. Apesar de perder a final e disputar apenas trinta e quatro minutos do jogo contra a Rússia, Villa terminou como artilheiro do torneio, tendo marcado quatro gols em quatro jogos, ganhando a  chuteira de ouro e sendo eleito para a Seleção do torneio.

### Eliminatórias da Copa do Mundo de 2010
Com o seu bom desempenho pela Espanha durante as Eliminatórias, junto ao bom ano vivido, Villa quebrou o recorde de dez gols marcados em um ano, que pertencia a Raúl desde 1999, marcando dois a mais (incluindo os quatro na Eurocopa).
Villa balançou as redes no início de 2009, agora no amistoso contra a Inglaterra vencido por 2–0. Com esse tento, Villa quebrou outro recorde e se tornou o primeiro espanhol a marcar em seis jogos consecutivos pela Seleção, recorde que antes pertencia a Telmo Zarra e László Kubala. Após o gol, declarou: "Estou muito feliz com o gol. Verdade é que eu quero ver ele na TV. O recorde é muito bom. Eu nunca teria imaginado em anos que eu seria capaz para obtê-lo. Estou muito feliz e espero poder continuar quebrando recordes".

### Copa das Confederações de 2009
No dia 1 de junho de 2009, Vicente del Bosque nomeou David Villa entre os vinte e três convocados para a disputa da Copa das Confederações, na África do Sul. No amistoso contra o Azerbaijão, o último antes do torneio, Villa marcou o seu segundo hat-trick pela Espanha, quase exatamente um ano após marcar três gols frente à Rússia, na Eurocopa de 2008.
Na Copa das Confederações, estreou marcando o quinto gol na goleada sobre a Nova Zelândia por 5–0. Em sua segunda partida no torneio, Villa marcou o gol da vitória espanhola por 1–0 sobre o Iraque. O atacante marcou novamente na competição contra a África do Sul, onde abriu o placar na vitória por 2–0, um minuto após perder um pênalti. Após não marcar na derrota contra os Estados Unidos e na vitória sobre a África do Sul na disputa do terceiro lugar, Villa acabou ficando em segundo na artilharia, ficando atrás do brasileiro Luís Fabiano. Ainda assim, ficou com a chuteira de prata e foi eleito para a Seleção do Torneio.

### Copa do Mundo de 2010

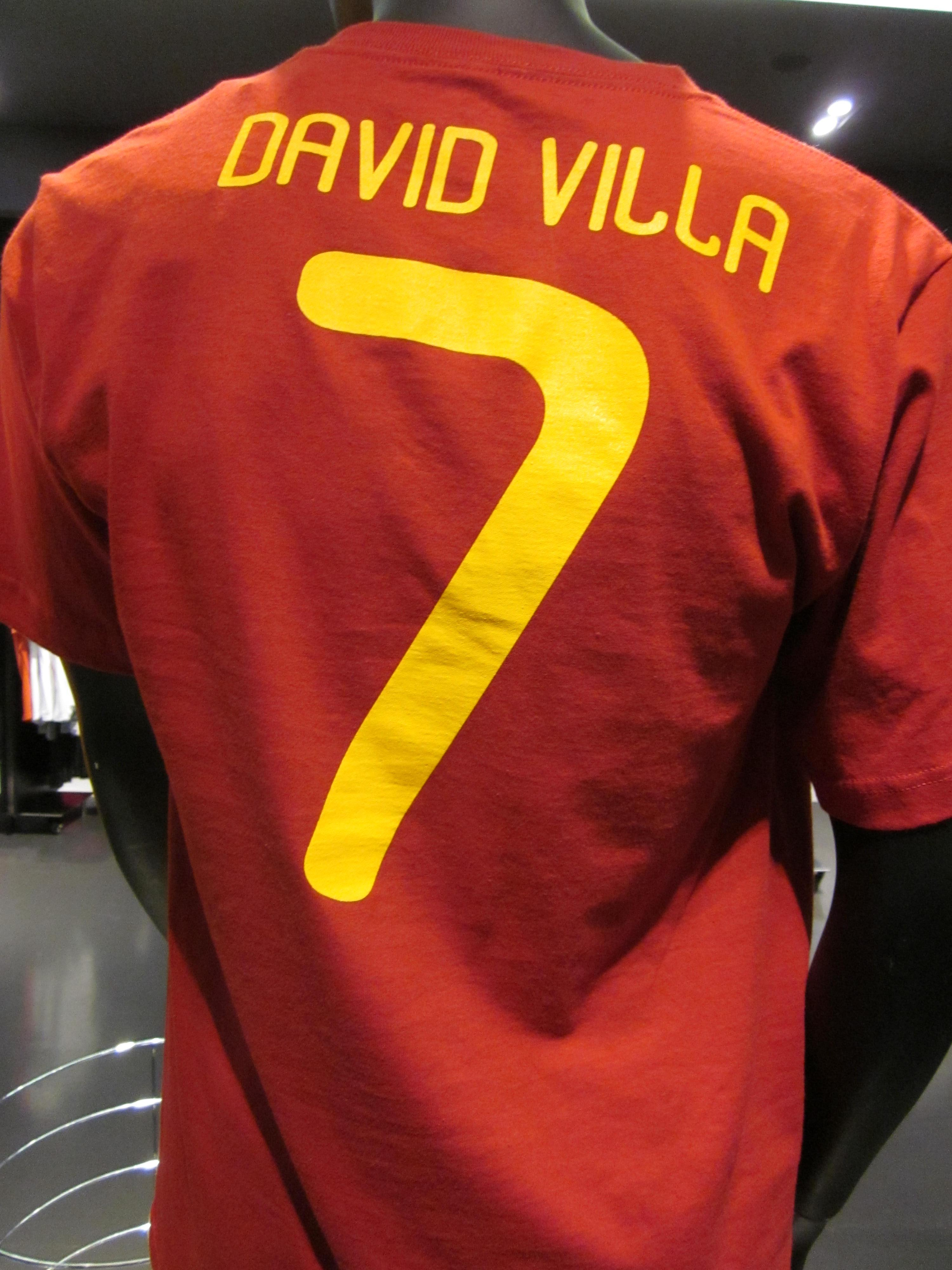
Camisa que Villa usou durante a Copa de 2010

Após ser anunciado entre os vinte e três convocados finais para a disputa do Mundial na África do Sul, Villa passou em branco na estreia, quando a Espanha perdeu para a Suíça por 1–0. Na partida seguinte, marcou os dois tentos na vitória por 2–0 sobre Honduras, tendo perdido um pênalti ainda. Já na terceira partida na fase de grupos, marcou mais um no triunfo por 2–1 sobre o Chile. Nas duas fases seguintes, oitavas e quartas de final, marcou os tentos nas vitórias pelo placar mínimo contra Portugal e Paraguai, respectivamente. Ainda na vitória sobre Portugal, Villa se tornou o maior artilheiro espanhol em Copas do Mundo, superando Emilio Butragueño, Fernando Hierro, Fernando Morientes e Raúl González, que marcaram cinco vezes. Nas semifinais, onde a Espanha encontrou novamente a Alemanha, Villa passou em branco, mas a Fúria venceu novamente por 1–0, chegando a sua primeira final de Copa. Na final, novamente passou em branco, sendo substituído na prorrogação, mas conquistando o título.
Foi um dos artilheiros do mundial com cinco gols marcados, ao lado de Diego Forlán, do Uruguai, Wesley Sneijder, da Holanda, e Thomas Müller, da Alemanha. Também foi eleito o terceiro melhor jogador do torneio com 16,9% dos votos, contra 23,4% de Forlán e 21,8 de Sneijder.

### Maior artilheiro da Espanha
No dia 12 de outubro de 2010, ao marcar o primeiro gol da sua Seleção na vitória por 3–2 contra a Escócia, chegou à marca dos 44 gols, igualando Raúl González como maior artilheiro da história da Seleção Espanhola. Villa ultrapassou Raúl no dia 25 de março de 2011, quando marcou os dois tentos na vitória de 2–1 sobre a República Tcheca, pelas eliminatórias da Eurocopa 2012.

### Copa do Mundo de 2014
Foi convocado para disputar a Copa do Mundo FIFA de 2014, onde foi reserva e viu sua Seleção ser desclassificada após as duas primeiras rodadas. Na terceira rodada, com a Espanha já eliminada, foi titular e marcou um gol na vitória por 3–0 sobre a Austrália.

## Vida pessoal

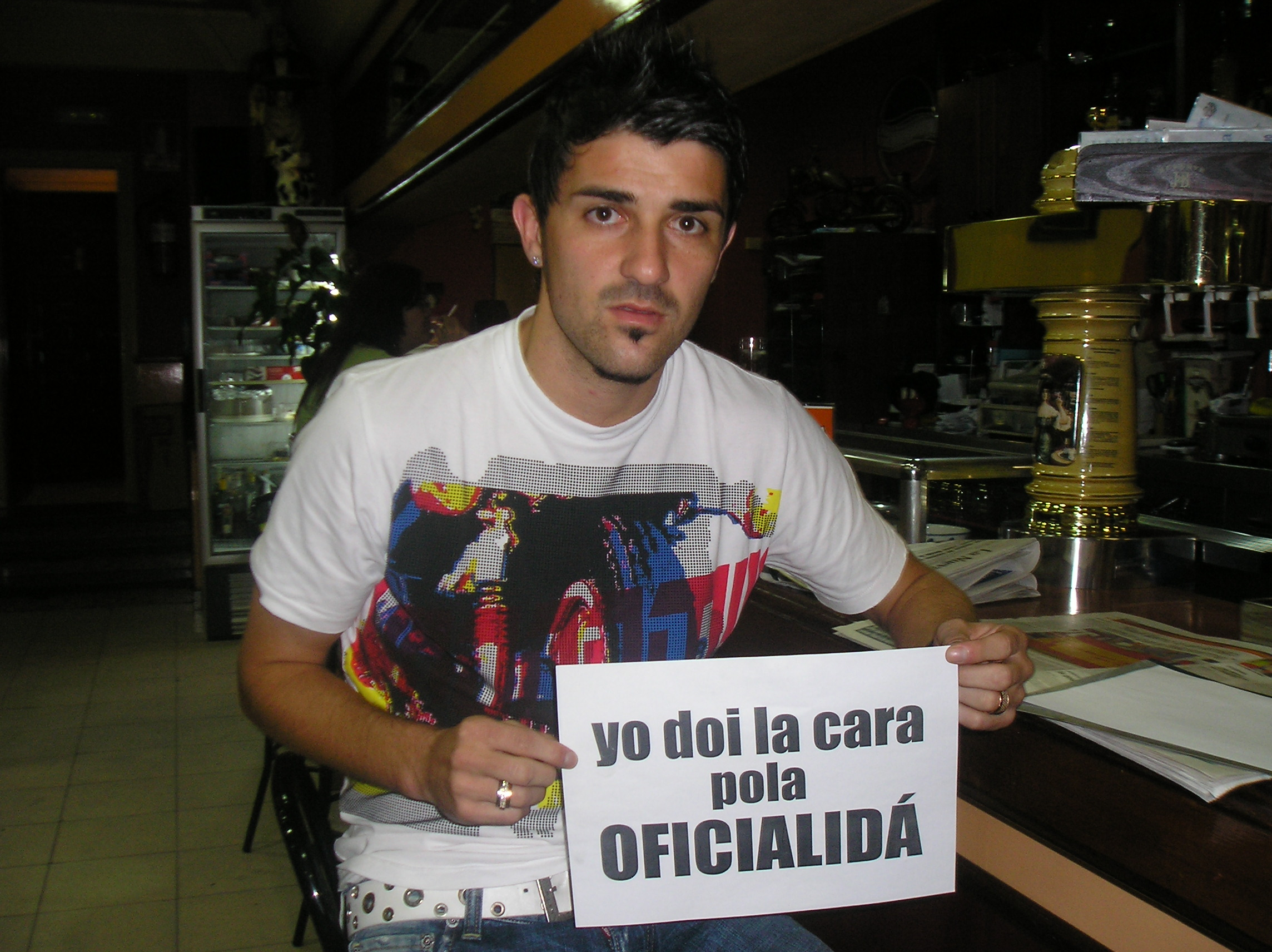
David Villa em novembro de 2009

Em 2003, David Villa se casou em La Felguera, Langreo, com Patricia González, sua noiva desde a adolescência. Com ela tem três filhos chamados Zaida, nascida em 7 de dezembro de 2005, Olaya, nascida em 18 de agosto de 2009, e Luca, nascido no dia 28 de janeiro de 2013.
Em 2007, apareceu junto com Ronaldinho na versão espanhola do jogo FIFA 07 que, também, incluía uma entrevista com o jogador como conteúdo extra. Em 2008, participou da campanha Doi la cara pola oficialidá, em favor do reconhecimento do idioma asturiano como língua do Principado de Asturias. Nesse mesmo ano fundou, junto com o ex-árbitro de futebol Manuel Enrique Mejuto González, também langreano, o torneio benéfico Amigos de Mejuto contra amigos de Villa, que se reúne a cada Natal em La Felguera com vários famosos do esporte e da música.
Em maio de 2010, saiu no DVD Aprende a jugar al fútbol con David Villa, que inclui lições de futebol pelo atacante asturiano e um documentário: Eternamente Guaje. Contem também um videoclipe da canção composta pelo grupo de agro-rock Los Berrones: Villa maravilla.

## Títulos
Zaragoza
- Copa do Rei: 2003–04
- Supercopa da Espanha: 2004

Valencia
- Copa do Rei: 2007–08

Barcelona
- Supercopa da Espanha: 2010 e 2011
- La Liga: 2010–11 e 2012–13
- Liga dos Campeões da UEFA: 2010–11
- Supercopa da UEFA: 2011
- Copa do Mundo de Clubes da FIFA: 2011
- Copa do Rei: 2011–12

Atlético de Madrid
- La Liga: 2013–14

Vissel Kobe
- Copa do Imperador: 2019

Seleção Espanhola
- Eurocopa: 2008
- Copa do Mundo FIFA: 2010

### Prêmios individuais
- Troféu Zarra: 2005–06, 2006–07, 2008–09 e 2009–10
- Don Balón: 2005–06
- Seleção da Eurocopa: 2008
- Seleção da Copa das Confederações FIFA: 2009
- Bola de Bronze da Copa do Mundo FIFA: 2010
- Chuteira de Prata da Copa do Mundo FIFA: 2010
- 62º melhor jogador do ano de 2012 (The Guardian)[78]
- 91º melhor jogador do ano de 2016 (Marca)[79]
- Prémio Landon Donovan 2016 MLS MVP[80]
- Seleção Espanhola de Todos os Tempos (Time B) - IFFHS: 2022[81]

### Artilharias
- Copa do Mundo FIFA de 2010 (5 gols)[nota 1]
- Eurocopa de 2008 (4 gols)
- Supercopa da Espanha de 2013 (1 gol)